# David Hanssen
David Antonius Hanssen (Tromsø, 13 novembre 1976) è un allenatore di calcio ed ex calciatore norvegese, di ruolo centrocampista.

## Biografia
Crebbe a Reinøya, una cittadina vicino Tromsø. Si trasferì a Follebu a nove anni e a Lillehammer a dodici. I suoi genitori sono pentecostali.

## Carriera

### Giocatore

#### Club

##### Stabæk e Strømsgodset
Hanssen iniziò la carriera con la maglia dello Stabæk. Debuttò nell'Eliteserien il 29 maggio 1997, subentrando a Christian Holter nella sconfitta casalinga per 0-1 contro lo Strømsgodset. Il 14 settembre dello stesso anno, segnò la prima rete nella massima divisione norvegese: andò infatti in gol nel pareggio per 1-1 contro il Bodø/Glimt. Fece parte della formazione che si aggiudicò la Coppa di Norvegia 1998.
Nel 2001, passò allo Strømsgodset. Esordì in squadra il 10 giugno 2001, sostituendo Anders Michelsen nel 4-0 inflitto al Bryne. Il 22 luglio dello stesso anno, arrivarono le prime marcature per il Godset: segnò infatti una doppietta ai danni del Lillestrøm, ma la sua formazione uscì sconfitta dall'incontro per 7-4.

##### Vålerenga, Start e Hønefoss
In seguito, si trasferì al Vålerenga. Il primo incontro per il nuovo club lo giocò il 14 aprile 2002, nel pareggio per 1-1 contro il Bodø/Glimt. Il 1º maggio arrivò il primo gol, nella vittoria per 0-5 in casa del Brann. Dopo aver giocato anche per lo Start, si accordò con lo Hønefoss, militante in 1. divisjon. Debuttò il 9 aprile 2007, nel pareggio a reti inviolate contro il Bodø/Glimt. Il 1º luglio 2007 segnò la prima rete per il club, nel successo per 4-3 sullo Skeid. Contribuì alla promozione del campionato 2009, ma l'anno successivo non riuscì ad aiutare lo Hønefoss a raggiungere la salvezza. Nel campionato 2011 contribuì ad un'altra promozione, ma a fine stagione si ritrovò svincolato.

##### Il ritorno allo Stabæk
Il 28 febbraio 2012 fu ufficializzato il suo ritorno allo Stabæk. A fine stagione, che terminò con la retrocessione della sua squadra, annunciò il ritiro dall'attività agonistica.

### Allenatore
Il 7 marzo 2013 fu scelto come nuovo allenatore del Lommedalen.

## Statistiche

### Presenze e reti nei club
Aggiornato al 21 novembre 2012.
| Stagione         | Club             | Campionato       | Campionato | Campionato | Coppe nazionali | Coppe nazionali | Coppe nazionali | Coppe continentali | Coppe continentali | Coppe continentali | Supercoppe | Supercoppe | Supercoppe | Totale | Totale |
| Stagione         | Club             | Comp             | Pres       | Reti       | Comp            | Pres            | Reti            | Comp               | Pres               | Reti               | Comp       | Pres       | Reti       | Pres   | Reti   |
| ---------------- | ---------------- | ---------------- | ---------- | ---------- | --------------- | --------------- | --------------- | ------------------ | ------------------ | ------------------ | ---------- | ---------- | ---------- | ------ | ------ |
| 1997             | Stabæk           | ES               | 8          | 1          | CN              | 3               | 0               | CI                 | 2                  | 0                  | -          | -          | -          | 13     | 1      |
| 1998             | Stabæk           | ES               | 12         | 0          | CN              | 1               | 0               | -                  | -                  | -                  | -          | -          | -          | 13     | 0      |
| 1999             | Stabæk           | ES               | 11         | 2          | CN              | 1               | 0               | CU                 | 0                  | 0                  | -          | -          | -          | 12     | 2      |
| 2000             | Stabæk           | ES               | 2          | 0          | CN              | 0               | 0               | CI                 | 2                  | 0                  | -          | -          | -          | 4      | 0      |
| gen.-giu. 2001   | Stabæk           | ES               | 0          | 0          | CN              | 1               | 0               | -                  | -                  | -                  | -          | -          | -          | 1      | 0      |
| giu.-dic. 2001   | Strømsgodset     | ES               | 15         | 2          | CN              | 2               | 0               | -                  | -                  | -                  | -          | -          | -          | 17     | 2      |
| 2002             | Vålerenga        | ES               | 24         | 7          | CN              | 6               | 2               | -                  | -                  | -                  | -          | -          | -          | 30     | 9      |
| 2003             | Vålerenga        | ES               | 24+2       | 4+2        | CN              | 5               | 4               | CU                 | 5                  | 0                  | -          | -          | -          | 36     | 10     |
| 2004             | Vålerenga        | ES               | 15         | 1          | CN              | 3               | 2               | -                  | -                  | -                  | -          | -          | -          | 18     | 3      |
| Totale Vålerenga | Totale Vålerenga | Totale Vålerenga | 63+2       | 12+2       |                 | 14              | 8               |                    | 5                  | 0                  |            | -          | -          | 82+2   | 20+2   |
| 2005             | Start            | ES               | 0          | 0          | CN              | 0               | 0               | -                  | -                  | -                  | -          | -          | -          | 0      | 0      |
| 2006             | Start            | ES               | 7          | 0          | CN              | 3               | 0               | CU                 | 3                  | 0                  | -          | -          | -          | 13     | 0      |
| Totale Start     | Totale Start     | Totale Start     | 7          | 0          |                 | 3               | 0               |                    | 3                  | 0                  |            | -          | -          | 13     | 0      |
| 2007             | Hønefoss         | 1D               | 28         | 7          | CN              | ?               | ?               | -                  | -                  | -                  | -          | -          | -          | ?      | ?      |
| 2008             | Hønefoss         | 1D               | 26         | 5          | CN              | ?               | ?               | -                  | -                  | -                  | -          | -          | -          | ?      | ?      |
| 2009             | Hønefoss         | 1D               | 25         | 4          | CN              | ?               | ?               | -                  | -                  | -                  | -          | -          | -          | ?      | ?      |
| 2010             | Hønefoss         | ES               | 0          | 0          | CN              | 0               | 0               | -                  | -                  | -                  | -          | -          | -          | 0      | 0      |
| 2011             | Hønefoss         | 1D               | 23         | 3          | CN              | 3               | 1               | -                  | -                  | -                  | -          | -          | -          | 26     | 4      |
| Totale Hønefoss  | Totale Hønefoss  | Totale Hønefoss  | 102        | 19         |                 | ?               | ?               |                    | -                  | -                  |            | -          | -          | ?      | ?      |
| 2012             | Stabæk           | ES               | 17         | 0          | CN              | 0               | 0               | UEL                | 1                  | 0                  | -          | -          | -          | 18     | 0      |
| Totale Stabæk    | Totale Stabæk    | Totale Stabæk    | 50         | 3          |                 | 6               | 0               |                    | 5                  | 0                  |            | -          | -          | 61     | 3      |
| Totale           | Totale           | Totale           | 237+2      | 36+2       |                 | ?               | ?               |                    | 13                 | 0                  |            | -          | -          | ?      | ?      |

## Palmarès

### Giocatore

#### Club

##### Competizioni nazionali
- Coppa di Norvegia: 2

Stabæk: 1998
Vålerenga: 2002